# Szyłokarczma
Szyłokarczma (lit. Šilutė wymowaⓘ, niem. Heydekrug) – miasto na zachodzie Litwy leżące niedaleko granicy z obwodem królewieckim i kilkanaście kilometrów od Zalewu Kurońskiego. 21 tys. mieszkańców (2005).
Szyłokarczma została założona w 1511 w połowie drogi między Kłajpedą a Tylżą (obecnie Sowieck). Początkowo była to osada, gdzie odpoczywali podróżni (i ich konie) w drodze między tymi miastami. W 1550 zbudowano tam pierwszy kościół, a osada zaczęła rozwijać się intensywniej. Pomimo tego, ze względu na bliskość silniejszych ośrodków, miejscowość nie miała praw miejskich do 1941.
Zachował się dwór z 1816, do którego w XX w. dobudowano wschodni korpus. Ostatnim właścicielem był dr Hugo Scheu, który zgromadził bogate zbiory dot. Małej Litwy i urządził prywatne muzeum. Obecnie część jego zbiorów znajduje się w muzeum etnograficznym na tej samej ulicy co dwór.
W mieście przetrwało sporo budynków z XIX i początku XX w., m.in. zbór luterański z 1926.
Szyłokarczma słynęła z targu rybnego, który odbywał się przez bez mała 500 lat. Obecnie miasto jest znane z dużych zakładów mleczarskich (założonych w 1842) oraz fabryki mebli.
- Od czerwca 1943 do lipca 1944 – Stalag Luft VI Heydekrug – niemiecki obóz jeniecki lotników angloamerykańskich. Ewakuowany drogą morską do Stalagu Luft IV Groß Tychow (dziś Tychowo).
- 19 maja 1942 r. urodziła się w Szyłokarczmie Doris Nefedov (nazwisko rodowe Treitz), niemiecka piosenkarka, znana pod pseudonimem Alexandra (zm. 31 lipca 1969 r. wskutek ran odniesionych w wypadku samochodowym).

## Miasta partnerskie
- Ljungby –  Szwecja
- Emmerich am Rhein –  Niemcy
- Ostróda –  Polska
- Pruszcz Gdański –  Polska
- Sławsk –  Rosja
- Powiat gdański –  Polska
- Velling –  Szwecja
- Saldus –  Łotwa
- Alanya –  Turcja
- Cittaducale –  Włochy

## Ludzie związani z Szyłokarczmą
- Daiva Žebelienė – litewska edukatorka i polityczka
- Monika Linkytė – litewska piosenkarka
- Evaldas Petrauskas – litewski bokser
- Deividas Dulkys – litewski koszykarz
- Mindaugas Timinskas – litewski koszykarz
- Raimondas Rumšas – litewski kolarz szosowy
- Hans-Georg Reimann – niemiecki lekkoatleta
- Katharina Szelinski-Singer – niemiecka rzeźbiarka
- Vydūnas – litewski pisarz i filozof
- Hermann Sudermann – niemiecki dramaturg